# فرودگاه گرکا
فرودگاه گرکا (به انگلیسی: Goroka Airport) یک فرودگاه همگانی با کد یاتا GKA است که یک باند فرود آسفالت دارد و طول باند آن ۱۶۴۶ متر است. این فرودگاه در شهر گوروکا کشور پاپوآ گینه نو قرار دارد و در ارتفاع ۱۶۱۰ متری از سطح دریا واقع شده‌است.

## شرکت‌های هواپیمایی و مقصدهای پروازی
| شرکت‌های هواپیمایی | مقصدهای پروازی         |
| ----------------- | ---------------------- |
| ایر نیوگینی       | جکسنز                  |
| Airlines PNG      | لای نادزاب، ماونت هاگن |